# Xanthosticta rugosus
Xanthosticta rugosus är en insektsart som beskrevs av Xavier Montrouzier 1855. Xanthosticta rugosus ingår i släktet Xanthosticta och familjen hornstritar. Inga underarter finns listade i Catalogue of Life.